# Чойда Джамцо
Чойда Джамцо (англ. Choida Jamtsho; 17 марта 1965 года - 18 апреля 2021 года) — бутанский политический деятель, депутат Национальной ассамблеи Бутана от «Партии мира и процветания».

## Биография
Родился Чойда Джамцо 17 марта 1965 года в Бутане. Служил в МВД Бутана в подразделении М-01 до 2003 года, в 1990-1992 годах выполнял специальные обязанности во время переписи населения в южных округах.
Чойда Джамцо получил образование в Колледже Шерубце в Бутане. Получил там в 1989 году степень бакалавр по специальности «коммерция». После этого поступил в Университет Восточной Англии, который закончил в 2005 году и получил степень магистра по специальности эколог, а в колледже Эмиля Вульфа получил диплом по бухгалтерскому учёту.  Чойда Джамцо имеет несколько сертификатов в области аудита и начал свою карьеру в качестве аудитора. В 2005 году возглавил отдел аудита.
В 2007 году вступил в Партию мира и процветания. 24 марта 2008 года партия принимала участие в первых демократических парламентских выборах в Бутане. По итогам выборов партия заняла 45 из 47 мест в Национальной ассамблее и Чойда Джамцо стал депутатом от округа Нганглам (англ. Nganglam, в который входят гевоги Чокхорлинг, Деченлинг и Норбуганг), получив 3,580 голосов из 3,955. На выборах которое состоялись 13 июля 2013 года «Партия мира и процветания» получила 32 места Национальной ассамблеи Бутана, Чойда Джамцо удалось сохранить своё место в парламенте.
Он женат и у его есть дочь и сын.